# Flexionsendung
Als Flexionsendung (auch: Flexionssuffix) bezeichnet man die Endung einer flektierten (konjugierten oder deklinierten) Form eines Wortes. Bei Substantiven geben Flexionsendungen in der Regel den Kasus an, bei Verba Tempus, Modus und Person. 

## Unterschiede in verschiedenen Sprachtypen
In flektierenden Sprachen geben die Flexionsendungen oft den Sinnzusammenhang der einzelnen Satzglieder an. Im Gegensatz zu agglutinierenden Sprachen vereinigen flektierte Formen in den flektierenden Sprachen meist verschiedene grammatische Eigenschaften in einer Endung, während in agglutinierenden Sprachen meist für jede grammatische Eigenschaft ein eigenes Flexionselement vorhanden ist. So werden bei Substantiven im Deutschen Kasus und Numerus meist mit einem Flexionselement wiedergegeben, im Finnischen aber mit zwei getrennten Flexionselementen. 

## Beispiele
Im Folgenden sind die Flexionsformen kursiv dargestellt.
Das Deutsche ist eine flektierende Sprache. Beispiel für einen Substantiv: Der Freund.
|           | Singular     | Plural       |
| Nominativ | der Freund*  | die Freunde  |
| Genitiv   | des Freundes | der Freunde  |
| Dativ     | dem Freunde  | den Freunden |
| Akkusativ | den Freund*  | die Freunde  |

Die mit * markierten Formen haben keine spezifische Endung.
Beispiel für ein Verb: lieben.
- ich liebe
- du liebst
- er / sie / es liebt
- wir lieben
- ihr liebt
- sie lieben

Latein ist ebenfalls eine flektierende Sprache. Beispiel: amicus – der Freund.
|           | Singular | Plural   |
| Nominativ | amicus   | amici    |
| Genitiv   | amici    | amicorum |
| Dativ     | amico    | amicis   |
| Akkusativ | amicum   | amicos   |
| Ablativ   | amico    | amicis   |
| Vokativ   | amice    | amici    |

Ebenso ist es auch im Altgriechischen. Beispiel: ὁ φίλος – ho philos – der Freund.
|           | Singular   | Singular  | Plural       | Plural      |
| Nominativ | ho philos  | ὁ φίλος   | hoi philoi   | οἱ φίλοι    |
| Genitiv   | tou philou | τοῦ φίλου | tōn philōn   | τῶν φίλων   |
| Dativ     | tōj philōj | τῷ φίλῳ   | tois philois | τοῖς φίλοις |
| Akkusativ | ton philon | τὸν φίλον | tous philous | τοὺς φίλους |
| Vokativ   | ō phile    | ὦ φίλε    | ō philoi     | ὦ φίλοι     |